# Wayne Jackson (Instrumentalist)

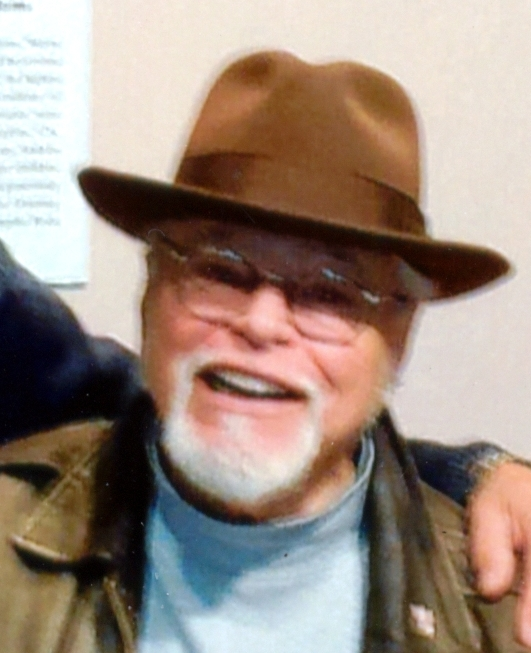
Wayne Jackson 2013 in Memphis

Wayne Jackson (Wayne Lamar Jackson, * 24. November 1941 in Memphis, Tennessee; † 21. Juni 2016), Spitzname The Soul Man (englisch, dt. der Soul-Mann) war ein US-amerikanischer Trompeter, Arrangeur und Songwriter. Er ist die eine, hellhäutige Hälfte des Kerns der amerikanischen Backing Band The Memphis Horns.

## Leben
Der Musiker wuchs in West Memphis, Arkansas auf. Nach ersten musikalischen Versuchen auf einer Gitarre bekam er an seinem 11. Geburtstag von seiner Mutter eine Trompete geschenkt:

„I opened up the case, and it smelled like oil and brass. I loved that, so I put it together, blew, and out came a pretty noise. My first taste of Sweet Medicine. (englisch, zu dt. etwa: Ich öffnete den Koffer, es roch nach Öl und Messing. Ich mochte das, so setzte ich es zusammen, blies, und: es kam ein hübsches Geräusch heraus - mein erster Eindruck einer süßen Medizin.)“

Nach längerem Aufenthalt in Nashville lebte er später am Ufer des Mississippi River mit seiner Frau in seiner Geburtsstadt Memphis. Gerne gab er sein (musikalisches) Wissen und die entsprechenden Erfahrungen an Studenten und Schüler in aller Welt weiter.

## Musik
Die Grundlagen des Trompetenspiels lernte Jackson an der West Memphis High School bei dem Band Direktor Phil Vance.
Sein langjähriger Partner als Kern der Memphis Horns war der dunkelhäutige Tenorsaxophonist Andrew Love.
Mit der Country-Musik-Legende Marty Robbins tourte er drei Jahre in einem Bus umher. In dieser Zeit wurde er der bis heute einzige Trompetenspieler in der Grand Ole Opry, der längstlebigen Radioshow der US-Rundfunkgeschichte.

„My life, so far, has been filled with Sweet Medicine and is a bridge spanning five generations of American music.(Mein bisheriges Leben war gefüllt mit süßer Medizin und ist eine Brücke zwischen fünf Generationen amerikanischer Musik.)“

Die Memphis Horns waren unter den ersten Künstlern des wegweisenden amerikanischen Plattenlabels und Musikverlages Stax Records und begleiteten mit ihren Blechblasinstrumenten unzählige Größen des US-amerikanischen und internationalen Musik- und Show-Geschäfts, darunter Elvis Presley, Bob Dylan, Duane Allman, Luther Allison, Joan Baez, die Doobie Brothers, Dr. John, Aretha Franklin, Isaac Hayes, B. B. King, King Curtis, Willie Nelson, Buffy Sainte-Marie, Rod Stewart, James Taylor, Aerosmith, Joan Armatrading, Cinderella, die Fabulous Thunderbirds, Al Green, Buddy Guy, die Hooters, Mark Knopfler, Gary Moore, Roy Orbison, Primal Scream, die Replacements, Keith Richards, U2, Sting, Johnny Van Zant, Peter Gabriel, Steve Winwood, Neil Young und Zucchero.

## Diskografie (Auswahl)

### Als Begleitmusiker
- A Part of Me, Tom Principato, 2011[5]
- I Need a Hat, Downchild (CAN), 2010[6]
- Sledgehammer, Peter Gabriel, 1986[7]

## Filme (Auswahl)
- Respect Yourself, The Stax Records Story, 2007
- Dreams To Remember, The Legacy (dt. das Erbe) of (von) Otis Redding, 2007
- Aretha Franklin, A&E Biography, 2007
- Singing The Blues, Smithsonian Institute, 2007
- Heart of Gold, Neil Young, 2006
- Farm Aid Konzertfilm, mit Neil Young, 2005

## Auszeichnungen (Auswahl)

### Selbstständig
- Mitglied der Hall of Fame der Künstler Arkansas´, 2008

### Mit The Memphis Horns
- Mitglieder der Hall of Fame der amerikanischen Musik, 2008[8]
- die erste von 83 goldenen und Platin-Schallplatten 1961, die derzeit letzte 2005
- 52 Nr. 1-Hits
- 116 Schallplatten und CDs in den Top Ten der Musikcharts
- 15-mal Erhalt eines Grammies
- 7-mal Song of the Century (Song des Jahrhunderts)